# Щаслива, Женька!
«Щаслива, Женька!» (рос. «Счастливая, Женька!») — радянський художній фільм 1984 року, знятий режисером Олександром Панкратовим на кіностудії «Мосфільм».

## Сюжет
Женя давно розлучилася і одна виховує п'ятирічного сина, працює у клініці, підробляє на «швидкій допомозі». Вона оптимістка — і на життя не скаржиться. Колеги її називають щасливою. Несподівана зустріч Жені з новим лікарем може, ймовірно, багато що змінити в житті.

## У ролях
- Олена Циплакова — Женька Корабльова, медсестра
- Андрій Молотков — Гусєв
- Олена Скороходова — Bepa
- Олександр Фатюшин — Валерій, водій
- В'ячеслав Єзепов — Олександр Іванович Устьянцев
- Володимир Виноградов — Сергій
- Клавдія Бєлова — тітка Клава, нянечка в дитячому садку
- Михайло Брилкін — дід Семен, пацієнт-сибіряк
- Олег Голубицький — головлікар
- Ірина Горохова — Єрьоміна
- Валерій Зотов — син Воробйової
- Григорій Мануков — пацієнт із переломом
- Ксенія Мініна — Світлана, сусідка
- Ніна Крачковська — мати Сергія
- Тетяна Муха — епізод
- Ірина Мурзаєва — Зінаїда Василівна Воробйова, пацієнтка
- Микола Сморчков — батько Сергія
- Олександр Хотченков — лікар
- Всеволод Шиловський — сусід
- Марина Шиманська — лікар швидкої допомоги
- Андрій Ярославцев — колишній чоловік Женьки Корольової
- Юрій Авідзба — епізод
- Павло Алексєєв — епізод
- А. Батракова — епізод
- Ольга Бітюкова — епізод
- Сергій Векслер — пацієнт травматологічного відділення
- Марина Лобишева-Ганчук — лікар
- М. Голишева — епізод
- Наталія Горегляд — медсестра
- Любов Калюжна — санітарка
- Валентина Ушакова — пацієнтка
- Віталій Коміссаров — лікар
- Тетяна Короткова — епізод
- Анатолій Курманов — епізод
- Таїсія Литвиненко — епізод
- Ігор Малинін — епізод
- Валентина Паніна — епізод
- Леван Мсхіладзе — епізод
- Марина Москаленко — епізод
- А. Мудра — епізод
- Леонід Плешаков — хворий
- Володимир Протасенко — лікар
- Юрій Потьомкін — пацієнт із переломами
- М. Осипов — епізод
- Олексій Симоновський — епізод
- Ольга Спіркіна — медсестра, що продавала чоботи
- Борис Токарєв — лікар швидкої допомоги
- Олексій Цокур — епізод
- Леонід Юхін — ветеран у тюбетейці
- Олексій Вьорсткін — син Жені
- Павло Шиловський — сусідський хлопчик
- Михайло Чигарьов — старший зміни на швидкій
- Борис Бачурін — лікар

## Знімальна група
- Режисер — Олександр Панкратов
- Сценарист — Анатолій Усов
- Оператор — Володимир Нахабцев
- Композитор — В'ячеслав Ганелін
- Художник — Віктор Юшин